# Hammarö
Hammarö è un comune svedese di 14 909 abitanti, situato nella contea di Värmland. Il suo capoluogo è la cittadina di Skoghall.

## Località
Nel territorio comunale sono comprese le seguenti aree urbane (tätort):
- Skoghall
- Vidöåsen

## Amministrazione

### Gemellaggi
- Enebakk
- Małkinia Gorna
- Poel
- Shouguang